# Qingdao Airlines

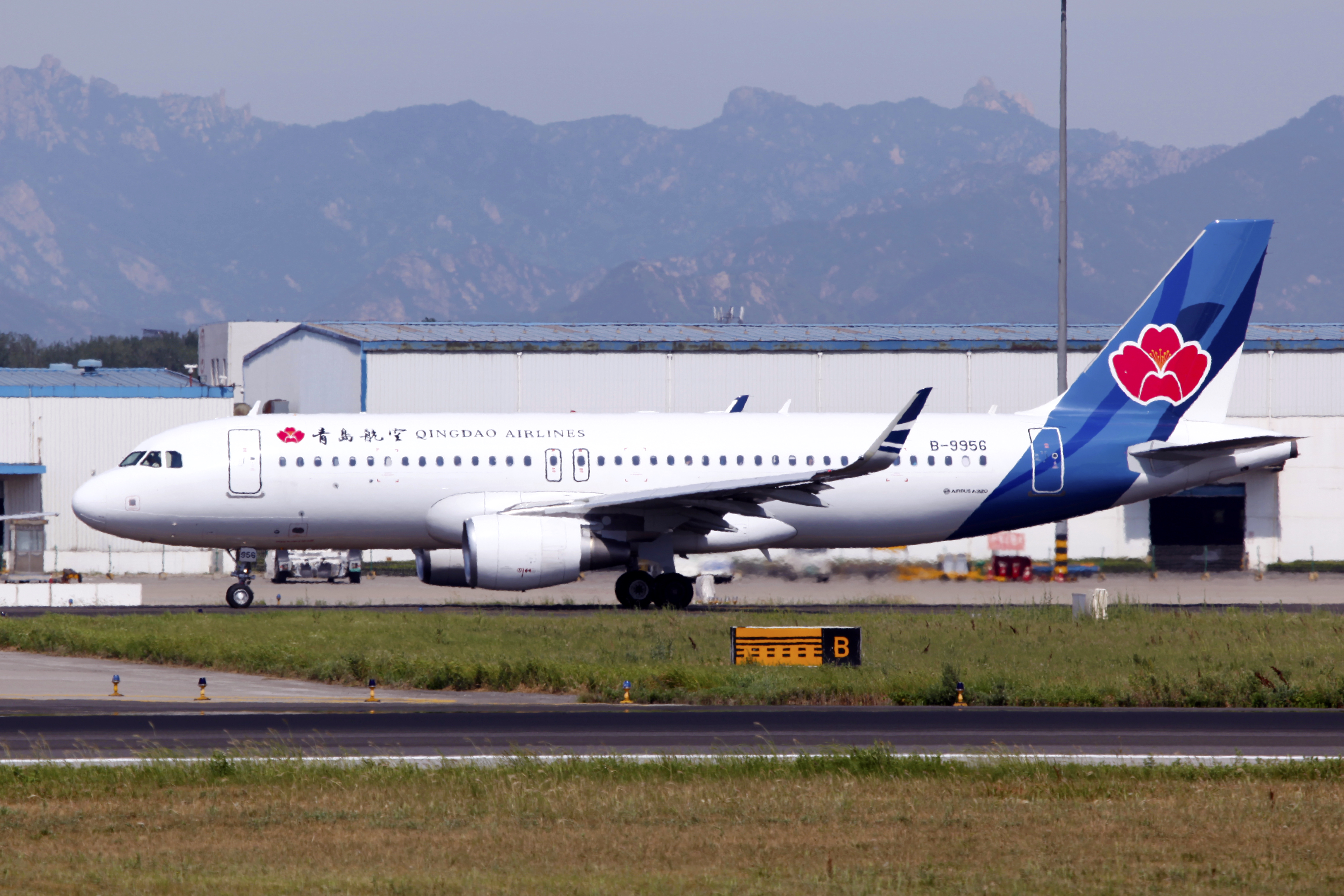
Airbus A320-214 авіакомпанії Qingdao Airlines в міжнародному аеропорту Ціндао Лютін, 2014 рік

Qingdao Airlines (кит.: 青岛航空青岛航空) — китайська авіакомпанія зі штаб-квартирою в місті Ціндао (провінція Шаньдун, КНР), що працює в сфері внутрішніх пасажирських перевезень.
Портом приписки перевізника і його головним транзитним вузлом (хабом) є міжнародний аеропорт Ціндао Лютін.

## Історія
Авіакомпанія була утворена в червні 2013 року і початку операційну діяльність 26 квітня 2014 року з відкриття регулярного маршруту з Ціндао в Ченду.
10 серпня 2015 року керівництво перевізника повідомило про плани змінити офіційну назву компанії на Newloong Air.

## Маршрутна мережа
В серпні 2015 року маршрутна мережа регулярних перевезень авіакомпанії Qingdao Airlines охоплювала такі пункти призначення:
- КНР
  - Пекін — міжнародний аеропорт Шоуду
  - Чанша — міжнародний аеропорт Чанша Хуанхуа
  - Ченду — міжнародний аеропорт Ченду Шуанлю
  - Харбін — міжнародний аеропорт Харбін Тайпін
  - Ціндао — міжнародний аеропорт Ціндао Лютін

## Флот
У листопаді 2015 року повітряний флот авіакомпанії Qingdao Airlines становили такі літаки:
| Тип літака      | В експлуатації | Замовлено | Примітки |
| Airbus A320-200 | 6              |           |          |
| Airbus A320neo  |                | 18        |          |
| Всього          | 6              | 18        |          |